# Anaea johnsoni
Anaea johnsoni is een vlinder uit de familie van de Nymphalidae. De wetenschappelijke naam van de soort is voor het eerst geldig gepubliceerd in 1941 door Avinoff & Shoumatoff.